# Mennevret
Mennevret település Franciaországban, Aisne megyében. Lakosainak száma 654 fő (2022. január 1.). Mennevret Grougis, Seboncourt, Tupigny, La Vallée-Mulâtre, Vaux-Andigny, Petit-Verly és Wassigny községekkel határos.

## Népesség
A település népességének változása:
| Lakosok száma | 770  | 649  | 656  | 664  | 634  | 631  | 651  | 669  | 669  | 654  |
|               | 1968 | 1982 | 1990 | 2006 | 2013 | 2015 | 2017 | 2019 | 2020 | 2022 |